# Haus Balken (Xanten)

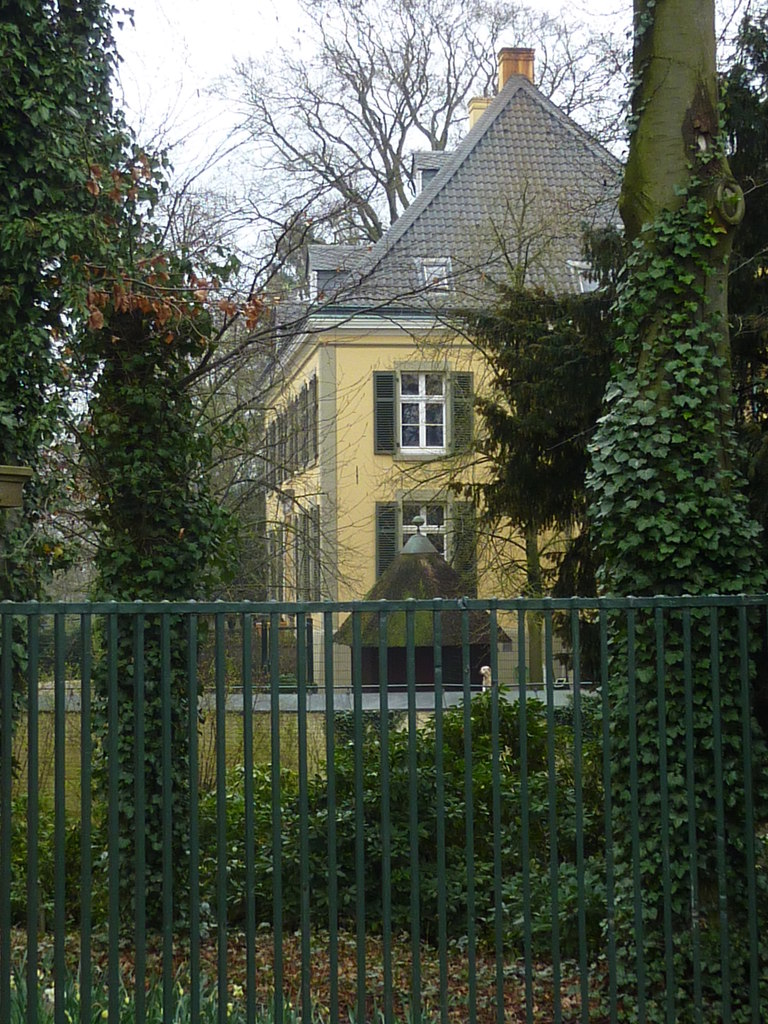
Haus Balken

Haus Balken ist ein Herrenhaus im Xantener Stadtteil Marienbaum. Es steht sieben Kilometer nordwestlich von Xanten an der B57 nach Kalkar und ging aus einem festen Haus hervor, das zu Beginn des 15. Jahrhunderts zur Grenzsicherung erbaut wurde. Im Achtzigjährigen Krieg ruiniert und anschließend wiederaufgebaut, kam es bei einer Versteigerung an Wilhelm van Essen, der das Gebäude vollkommen verändern ließ. Das Haus steht seit 1987 unter Denkmalschutz und ist heute der Wohnsitz der Unternehmerfamilie Underberg. Es ist nicht öffentlich zugänglich.

## Geschichte

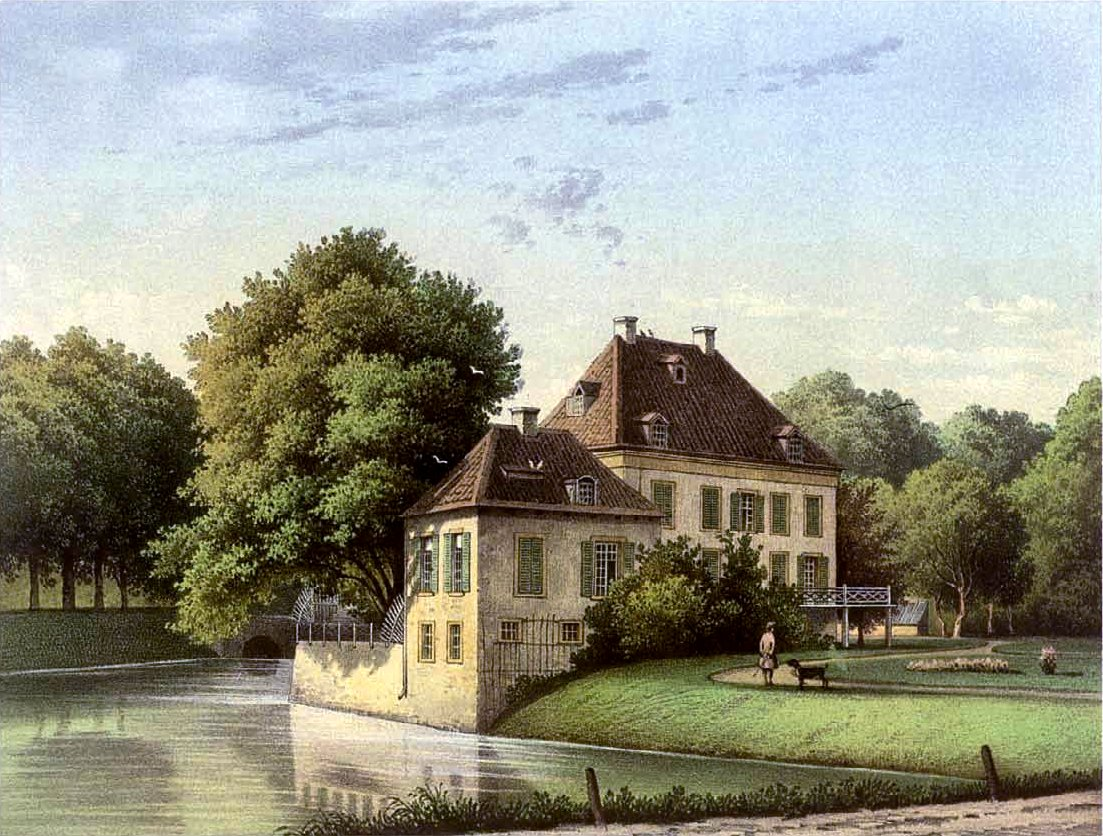
Ansicht des 19. Jahrhunderts

Im Zusammenhang mit der Errichtung der Klever Landwehr ließ Herzog Adolf von Kleve Anfang des 15. Jahrhunderts dort, wo die Landstraße zwischen Xanten und Kleve die Landwehr kreuzte, zur Sicherung der Grenze ein gegen Kurköln gerichtetes wasserumwehrtes festes Haus erbauen. Dieses wurde 1419 im klevischen Lehnsregister als „onse huys alsoe as dat getymmert steet tussen den tween slachboemen“ erstmals urkundlich erwähnt. Aus der Lage an zwei Schlagbäumen resultiert sein Name, denn der „Hof ten Balke“ kann mit „Hof an den Zollbalken“ übersetzt werden.
Erster Lehnsnehmer des neuen Hauses wurde Johan van der Maesen. 1447 war Johan van den Hoevel Aufsitzer. Nachdem dessen Sohn 1456 das Haus übernommen hatte, nannte sich die Familie nach ihrem Besitz „anghen Balken“. 1496 folgte die Familie Tack als Lehnsnehmer. Sie blieb über ein Jahrhundert lang im Besitz von Haus Balken. Erst als Peter Tack die im Achtzigjährigen Krieg stark beschädigte Anlage aus finanziellen Gründen nicht mehr aufbauen konnte, verkaufte er die Ruine 1604 an seinen Schwager Adolf von Holt. Nach weiteren Besitzerwechseln verkaufte Judith von den Birgel sie 1657 schließlich an Dietrich van der Brüggen. Er baute das ruinöse Haus wieder auf, aber seine Familie musste es 1776 wegen hoher Schulden veräußern. Bei einer Versteigerung kam es deshalb an den Leutnant Wilhelm Heinrich van Essen, der mit einer grundlegenden Umgestaltung von Haus Balken begann. Dabei übernahm er sich aber finanziell, sodass das im Rohbau befindliche Gebäude – nachdem van Essen bereits über 10.000 Gulden in Umbau- und Erweiterung investiert hatte – 1781 im Duisburger Intelligenz-Zettel zum Kauf angeboten wurde.
Neuer Besitzer wurde der Xantener Bürgermeister Schwarz, der das Anwesen für nur 6610 Gulden erwarb. Nur drei Jahre später veräußerte er es 1784 an den Freiherrn von Hertefeld. Von dessen Familie gelangte Haus Balken 1822 an die verwandte Familie von Bothmer. 1871/1872 erfolgte der Verkauf an den Unternehmer Hubert Underberg, dessen Familie noch heute Eigentümerin von Balken ist.

## Beschreibung
Das heutige Aussehen von Haus Balken resultiert vornehmlich aus einem Umbau am Ende der 1770er Jahre. Dabei wurde ein Gebäude verändert, das Reste eines gotischen Vorgängerbaus einbezog. Dieser spätmittelalterliche Vorgänger war ein befestigtes Haus, das auf einer von Wassergräben umgebenen Insel stand. Neben dem Haupthaus gab es dort zudem ein freistehendes Portal, einen Rundturm sowie zwei Wirtschaftsgebäude. Von einer im Norden vorgelagerten Vorburginsel mit nur einem einzigen Gebäude führte eine hölzerne Brücke zur Kernburginsel, die von einer Ringmauer eingefasst war. Bei Ausgrabungen im Jahr 1989 konnten Teile dieser Mauer nachgewiesen werden.
Bei den Veränderungen unter Wilhelm van Essen nach 1776 wurden alle Bauten mit Ausnahme des Haupthauses niedergelegt. Dieses ließ van Essen nach Süden erweitern, sodass es fast doppelt so groß war wie zuvor. Das Ergebnis war der heutige, rechteckige Baukörper mit drei Geschossen. Seine verputzten und gelb gestrichenen Fassaden sind an den Längsseiten durch Fenster mit Hausteinrahmung und grünen Fensterläden regelmäßig in fünf Achsen gegliedert. Über einem breiten, profilierten Traufgesims erhebt sich ein pfannengedecktes Walmdach mit Gauben. Eine klassizistische, Holzveranda an der nach Süden zeigenden Gartenfassade wurde in den 1890er Jahren – geprägt von der Burgenromantik – durch eine steinerne Terrasse ersetzt und um 1950 zu ihrer heutigen Form mit fünf Mauerbögen umgebaut. In der nördlichen Hälfte des Hauses sind die Mauern bis zu einem Meter dick und stammen noch aus dem 15. Jahrhundert. Der Westteil des Gebäudes besitzt einen Keller mit Tonnengewölbe, während der Keller der östlichen Gebäudehälfte mit einem Kreuzgewölbe ausgestattet ist, das von einer Mittelsäule getragen wird. Dort wurden 1963 Reste der spätmittelalterlichen Küche samt Backofen gefunden.
An der Westseite des Gebäudes steht – etwas nach Süden versetzt – ein kleiner Seitenflügel mit quadratischen Grundriss. In ihm befand sich früher die Hauskapelle, die vermutlich Ende des 18. Jahrhunderts eingerichtet wurde. Über einem Sockelgeschoss erheben sich zwei Stockwerke, von denen das obere aus einer Erhöhung des Baus um 1800 resultiert. Es trägt ein Walmdach mit hölzernem Dachreiter, der seit den 1980er Jahren als Glockentürmchen dient. Er wurde – wie das gesamt Gebäude – bei umfassenden Renovierungsarbeiten in der ersten Hälfte der 1950er Jahre erneuert.
Die heutigen Vorburggebäude nördlich des Herrenhauses stammen vom Ende des 19./Anfang des 20. Jahrhunderts. Sie ersetzten einen 1813 errichteten Wirtschaftstrakt samt Remise, nach deren Bau die Vorgängergebäude niedergelegt wurden, um Platz für eine neue Zufahrt zu schaffen.
Ende des 18. Jahrhunderts wurde rund um das Herrenhaus ein mehrere Morgen großer englischer Landschaftsgarten angelegt. Dabei wurden die Wassergräben entweder verfüllt oder teichartig verbreitert. Heute ist der Graben nur noch an der Nordostecke des Anwesens erhalten. Die außerhalb des Grabenrings gelegenen Wiesen wurden dabei in die Parkplanung mit einbezogen. Ein kleiner Teil des Parks wurde im 18. Jahrhundert möglicherweise von einem symmetrischen Barockgarten eingenommen. Noch heute besitzt der Balkener Landschaftsgarten alten Baumbestand, der sich mit jüngeren Anpflanzungen vermischt. Es finden sich unter anderem eine Rotbuchenallee, Rhododendren und in Form geschnittene Buchsbäume und Taxus.